# Cassidinae
Cassidinae es una subfamilia de escarabajos de la familia Chrysomelidae. La mayoría tienen un borde redondeado. Muchos son de colores vistosos, metálicos, que solo están presentes en los insectos vivos. Las larvas de muchas especies, por ejemplo Cassidini, usan su propia materia fecal como un escudo para protegerse de los depredadores. Los de la tribu Hispini son minadores de hojas.
Unas pocas especies de las tribus emparentadas (Mesomphaliini y Eugenysini) exhiben comportamiento maternal con cuidado de las larvas. Estas especies pueden ser vistas como subsociales o parasociales, con evidencia que sugiere que el origen evolutivo de esta subsocialidad fue independiente en estos linajes.
Hay aproximadamente 7,000 especies en centenares de géneros, en alrededor de 40 tribus, distribuidas por todo el mundo.

## Tribus[6]
- Alurnini
- Anisoderini
- Aproidini
- Arescini
- Aspidimorphini
- Basiprionotini
- Bothryonopini
- Callispini
- Callohispini
- Cassidini
- Cephaloleiini
- Chalepini
- Colaenomendorini
- Cryptonychini
- Cubispini
- Delocraniini
- Dorynotini
- Eugenysini
- Eurispini
- Exothispini
- Goniocheniini
- Gonophorini
- Hemisphaerotini
- Hispini
- Hispoleptini
- Hybosispini
- Ischyrosonychini
- Leptispini
- Mesomphaliini
- Notosacanthini
- Oediopalpini
- Omocerini
- Oncocephalini
- Physonotini
- Promecothecini
- Prosopodontini
- Sceloenoplini
- Spilophorini
- Uroplatini

## Galería

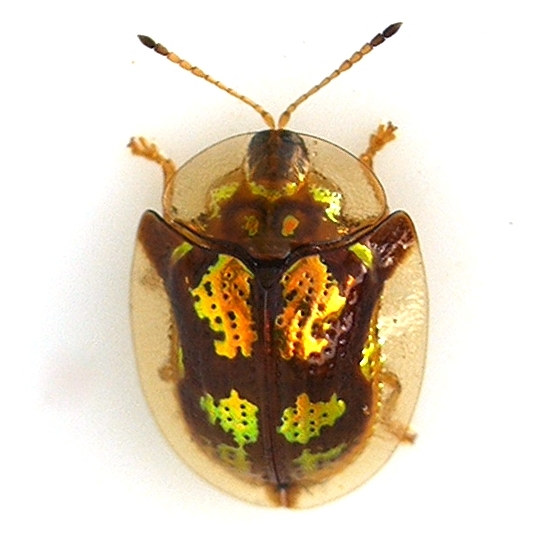
Deloyala guttata
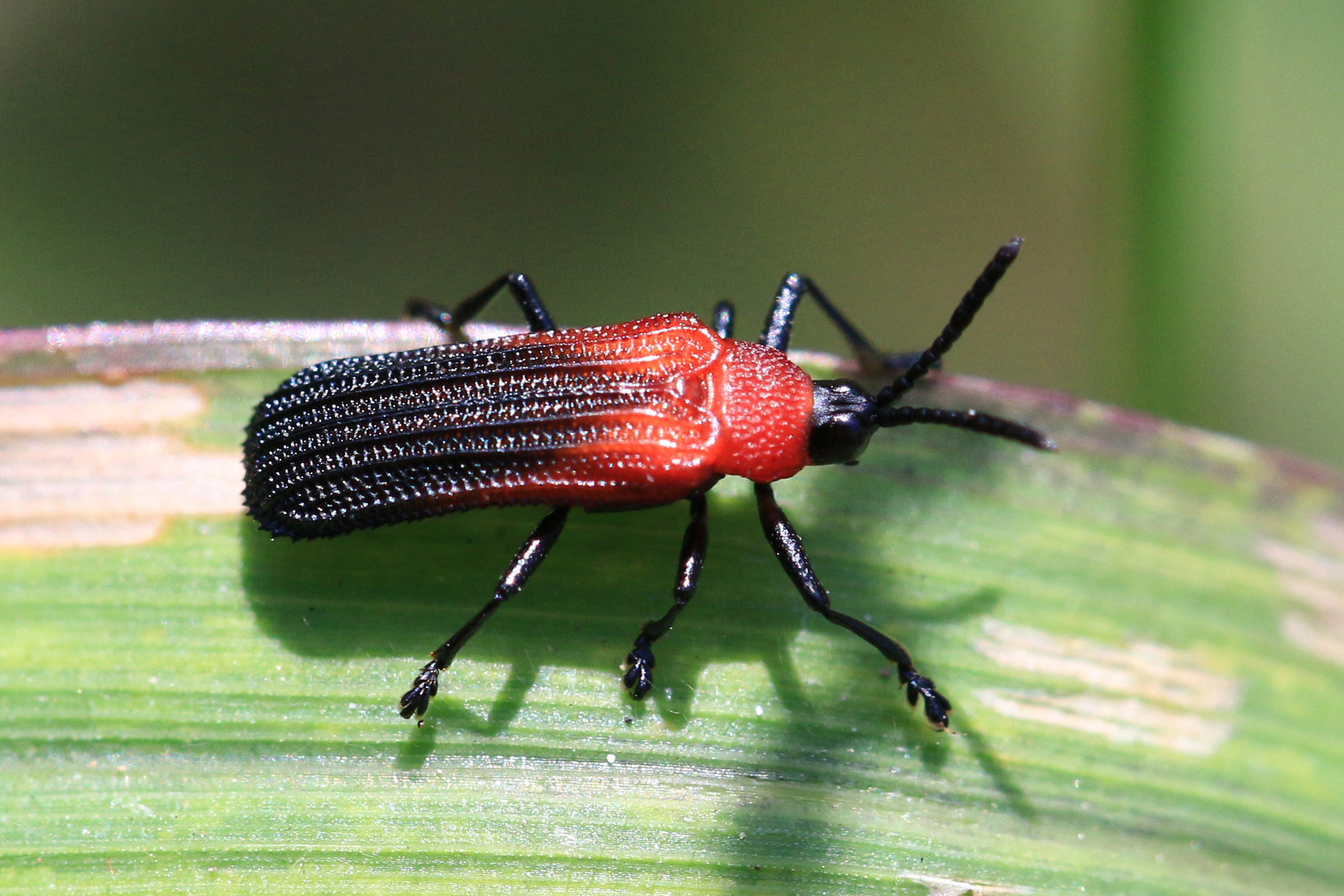
Chalepus sanguinicollis, Gran Caimán
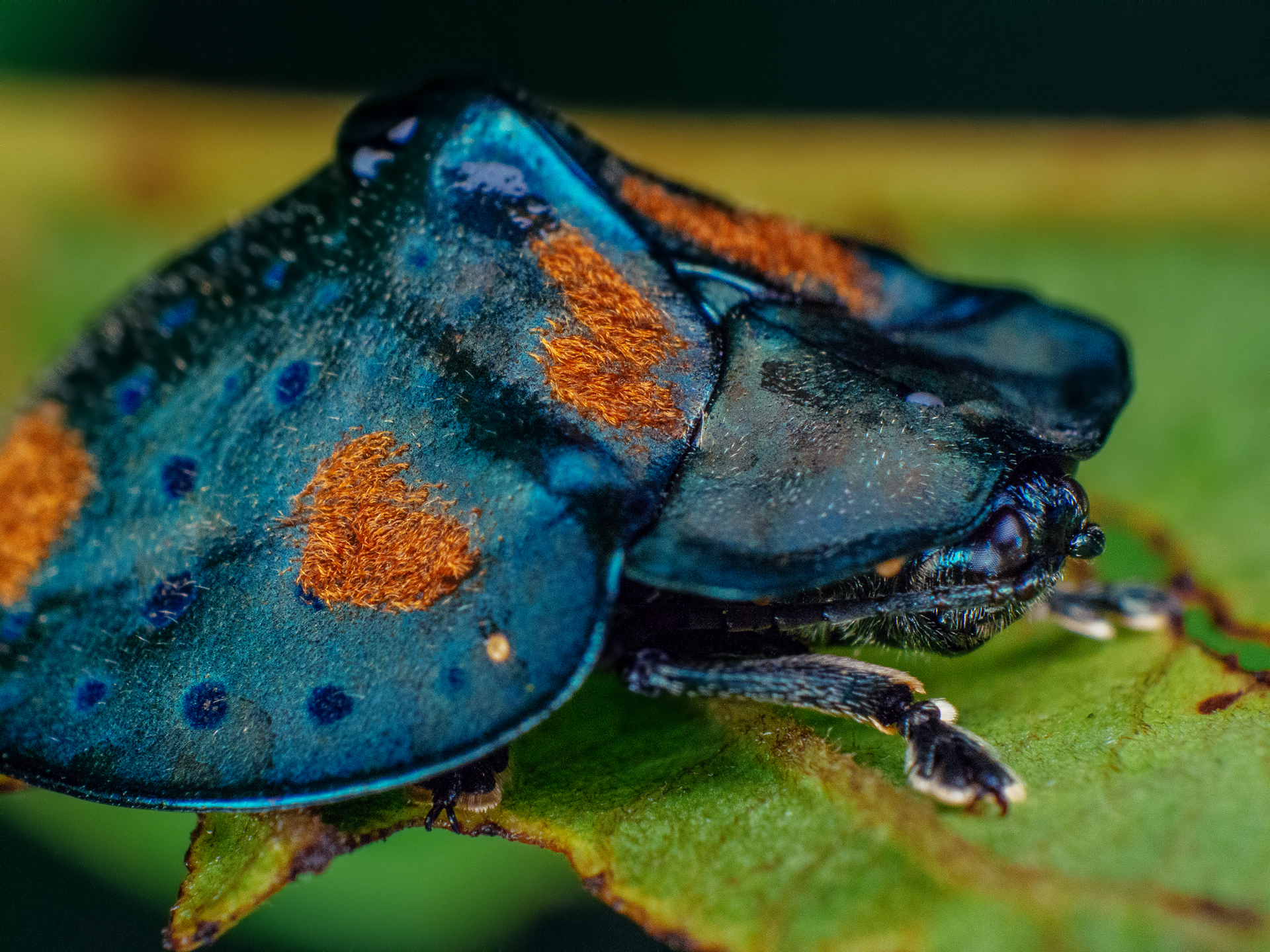
Stolas cf. conspersa, Brasil
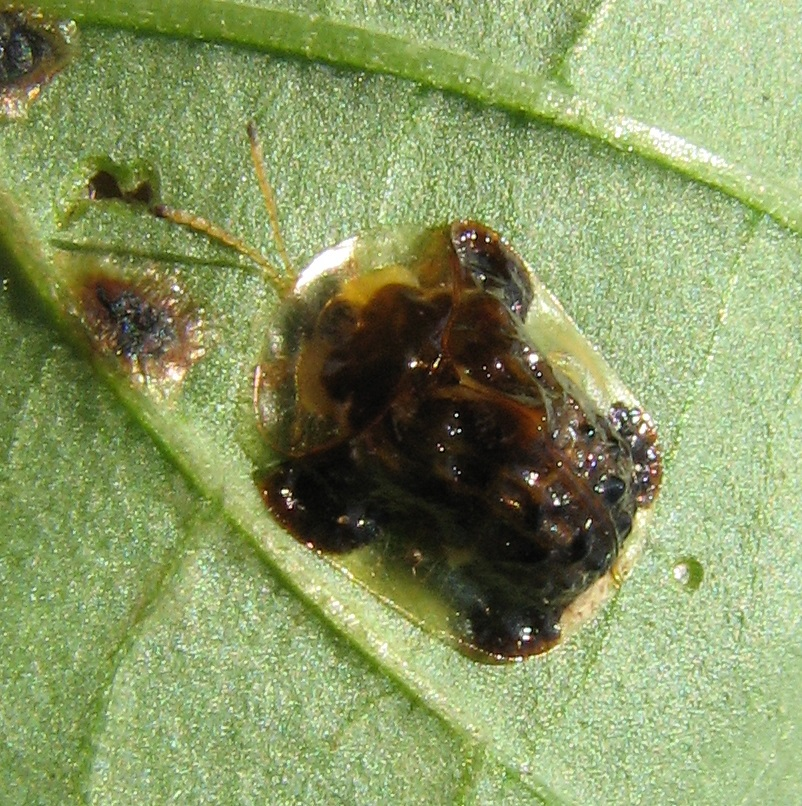
Plagiometriona clavata
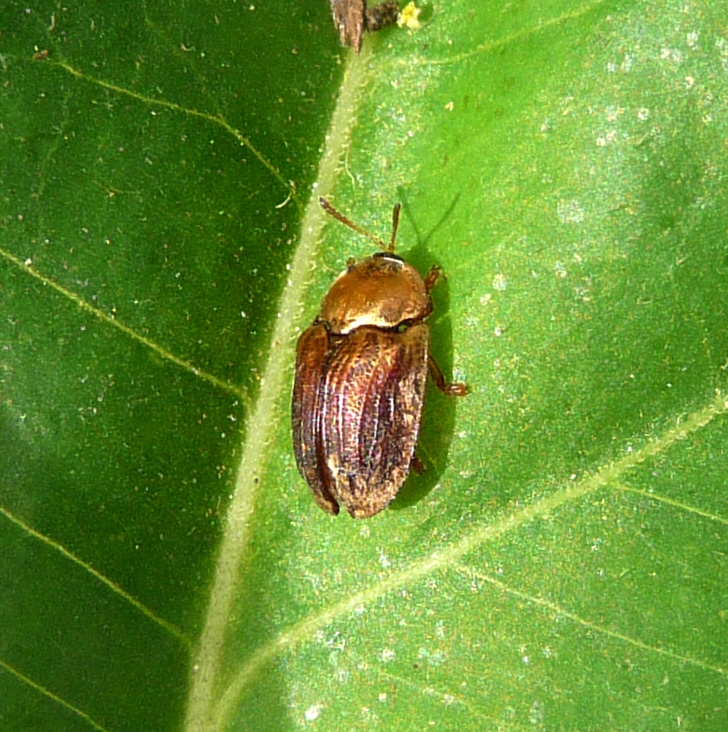
Hypocassida meridionalis
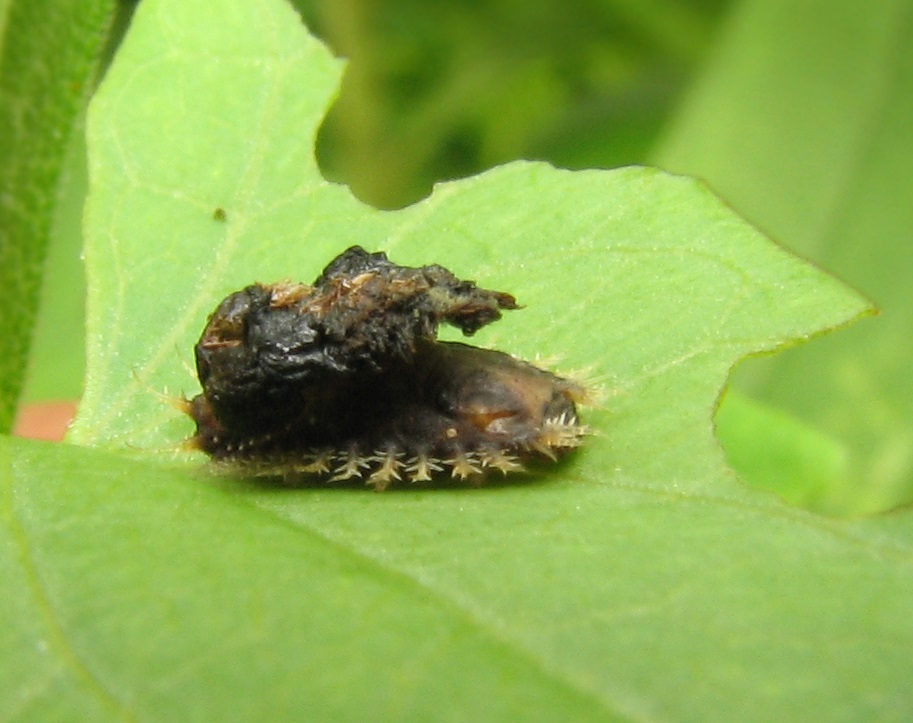
Charidotella sexpunctata, larva protegida por escudo fecal
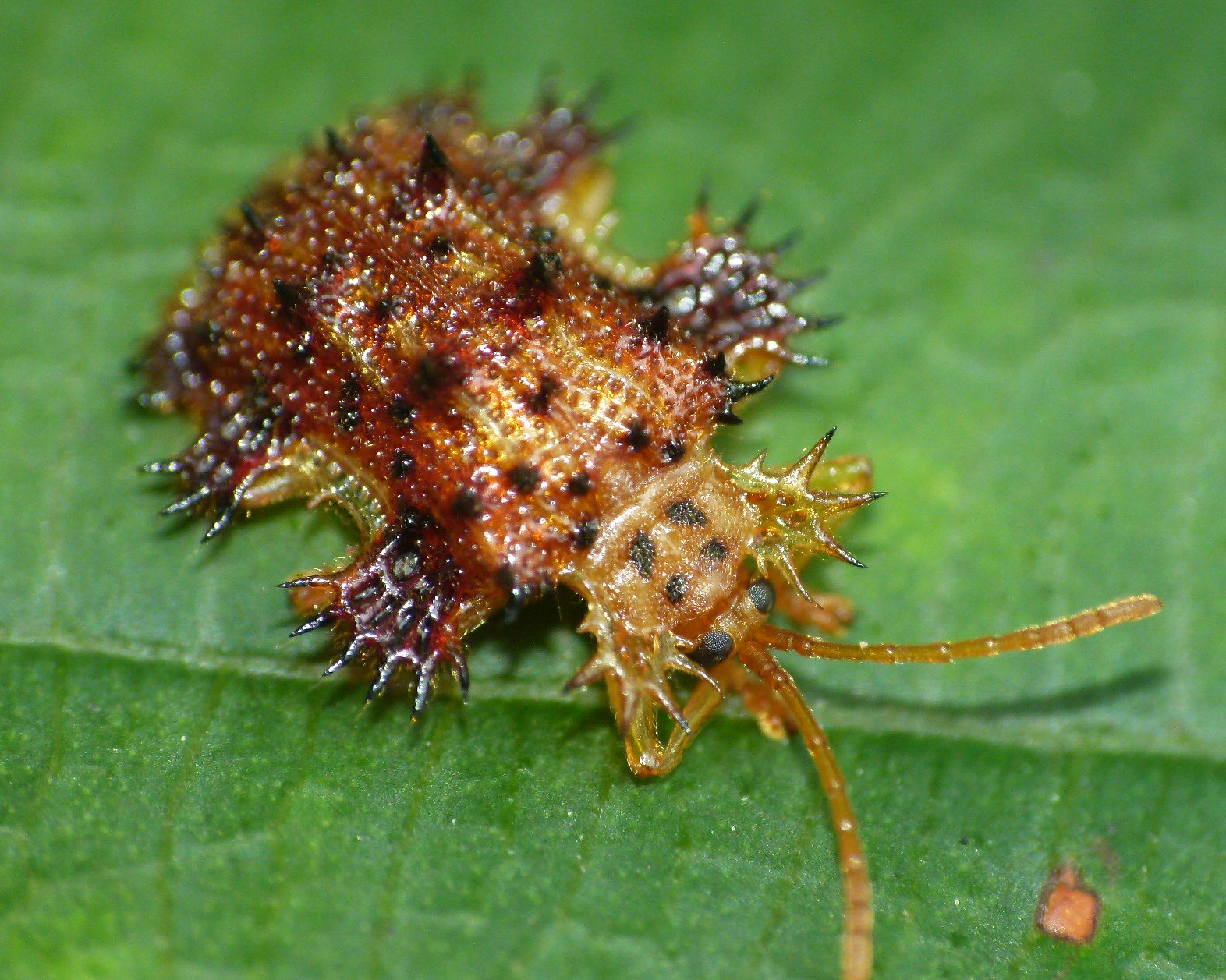
Platypria echidna
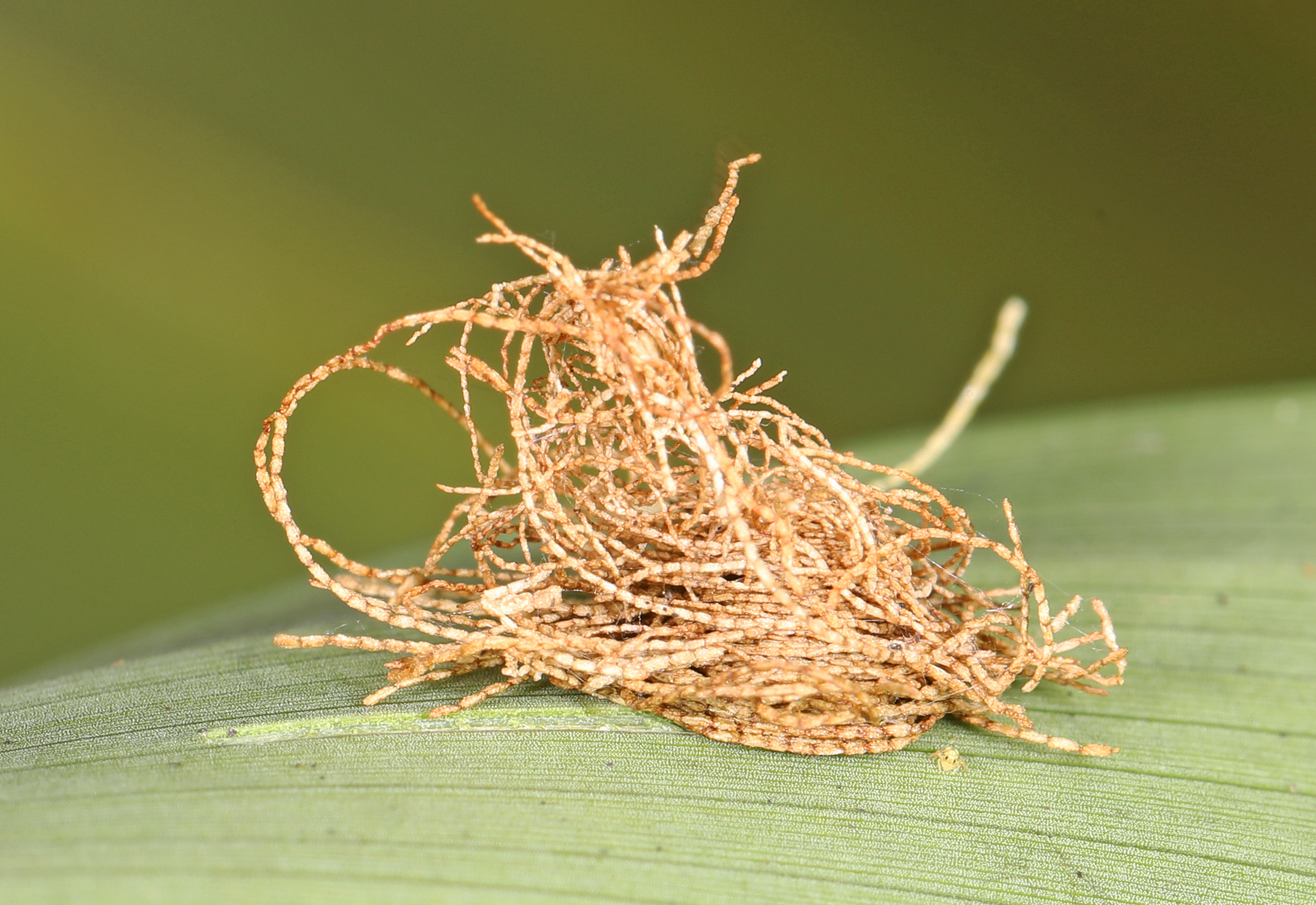
Larva de Hemisphaerota cyanea con protección fecal

Lista de géneros de Cassidinae